# Кент
Кент (англ. Kent /kɛnt/, лат. Cantium, Canthia) — графство в Англии. Входит в состав Юго-Восточной Англии. Административный центр и крупнейший город — Мейдстон. Население — 1,359 млн человек (1-е место среди графств; данные 2004 года).

## История
В долине реки Медуэй учёные обнаружили гигантские каменные топоры возрастом около 300 тыс. лет.
Ещё до времен Цезаря значительная территория на юге Британии, включающая Кент, была завоевана одним из племен бельгов, явившимся из Галлии. От этого периода сохранились замечательные друидические памятники вблизи Гилсфорда, равно как и многочисленные земляные сооружения, укрепления, каменные круги и выдолблины в берегу, на которые в настоящее время принято смотреть как на древние меловые шахты.
Местность, где высадился Цезарь, была, по мнению большинства, часть берега между Уолмером и Танетом. Дорога в Durovernum (Кентербери) разделялась на две, из которых одна шла в Portus Lemanis (Лимн), а другая — в Regulbium (Рекольвер). Следы первой дороги до сих пор ещё хорошо сохранились на всем её протяжении, но земледельческая культура вполне уничтожила следы второй. Сохранились ещё многочисленные остатки от римских крепостей в Дувре, Ричборо и Реколвере, много следов римских вилл; части римских строений употреблены на постройку церквей и других зданий. Из вещей римского периода найдено громадное количество глиняной посуды, красной и чёрной, свинцовые гробы, старательно орнаментированные, стеклянная и бронзовая посуда.
Первые англосаксы, появившиеся в Кенте под начальством Хенгиста и Хорсы, основали здесь королевство. В 597 году Кентербери стал христианской митрополией острова. Восточная и западная часть Кента находились по-видимому, большей частью под властью различных королей. Из этого периода в истории Кента,  главными археологическими памятниками являются кладбища, в которых найдены весьма разнообразные остатки. В 823 году Кент был присоединен Экбертом к королевству западных саксов (Уэссекс).
В IX, Х и XI веках Кент сильно пострадал от опустошения данами. После завоевания норманнами, он был подарен Вильгельмом I его брату Одону.
Плато Блекхит в графстве Кент является памятным в истории Англии; здесь в 1384 году Уот Тайлер собирал восставших крестьян, жителей Кента, для похода на Лондон.
В XIV и XV веках Кент был главным театром восстаний Уота Тайлера и Кэда.
В 1889 году, при образовании Лондонского графства, к нему отошла часть территории Кента, включая Гринвич, Детфорд и Вулидж.

## Демография
По данным переписи 2001 года население графства составляет 1 579 206 человек. На 100 женщин приходится 93,9 мужчин. Лица, родившиеся за пределами Великобритании составляют 5,8 %, среди них 0,7 % — в Ирландии; 0,5 % — в Германии; 0,9 % — в других странах западной Европы; 0,3 % — в восточной Европе; 0,8 % — в Африке; 1,7 % — в Азии; 0,4 % — в Северной Америке; 0,1 % — в Южной Америке и 0,3 % — в Океании. Расовый состав представлен белыми (96,5 %), представителями двух и более рас (0,9 %), азиатами (2 %) и чёрными (0,8 %).
Религиозный состав: христиане — 74,6 %; сикхи — 0,7 %; мусульмане — 0,6 %; индуисты — 0,4 %; буддисты — 0,2 %; иудеи — 0,1 %; в то же время 15,2 % населения заявили о своей нерелигиозности; 7,8 % не указали религию; 0,3 % заявили об альтернативных религиозных воззрениях.

## География
Кент расположен в крайнем юго-восточном углу Англии. Площадь составляет 3 736 км². Омывается Северным морем (на севере) и проливами Ла-Манш (на юге) и Па-де-Кале (на востоке и юго-востоке). В самом узком месте Франция находится на расстоянии всего 34 км, на другом берегу пролива. Рельеф представляет собой чередование холмистых гряд и долин с запада на восток.
Сейсмическая активность время от времени фиксируется в Кенте, однако эпицентры землетрясений всегда находятся в море. Так, в 1382 и 1580 годах были 2 землетрясения силой 6.0 баллов по шкале Рихтера, а в 1776, 1950 годах и 28 апреля 2007 года были зафиксированы землетрясения около 4.3 баллов по шкале Рихтера. Береговая линия подвержена со временем сильным изменениям из-за тектонических поднятий и береговой эрозии. Так, до сравнительно недавнего времени (960 г. н. э.), остров Танет на крайнем востоке графства был островом, позже, проливы отделяющие остров были занесены аллювием. Основная река графства — Медуэй, из других рек можно отметить Стаур и Дарент.
Наиболее крупные города: Кентербери, Мейдстон, Ашфорд, Дувр, Рочестер, Чатем, Сануидж, Рамсгит, Маргит и Грейвзенд.

### Климат
Климат Кента — один из наиболее тёплых в Британии. 10 августа 2003 года, во время аномальной жары в Европе, в город Фавершем была зафиксирована самая высокая температура в стране (38,5°С); это был первый случай, когда на Британских островах была официально зафиксирована температура, превышающая 38 °C. Годовой уровень осадков составляет около 730 мм с максимумом с октября по январь. Среднее количество дождливых дней в году — 116.

## Административное деление
В состав графства входят 12 административных районов и 1 унитарная единица:
|  | 1. Севенокс 2. Дартфорд 3. Грейвшем 4. Тонбридж-энд-Маллинг 5. Медуэй (унитарная единица) 6. Мейдстон 7. Танбридж-Уэллс 8. Суэйл 9. Ашфорд 10. Сити-оф-Кентербери 11. Фолкстон-энд-Хайт 12. Танет 13. Дувр |

## Экономика
В северном Кенте хорошо развита промышленность — она представлена производством цемента в Нортфлите и Кукстоне, кирпичным производством в Ситтингборне, кораблестроительством на реках Медуэй и Те-Суэйл, химическими комбинатами в Дартфорде и производством бумаги в Суонли. На мысе Дангнесс расположена действующая атомная электростанция (раньше было две).
Благодаря римлянам, в Кенте рано появились дороги. Современные шоссе А2, В2068, А28 обязаны своим существованием именно им. Кроме того, Кент пересекают несколько крупных автомагистралей — М2, М20, М25 и М26. Водное же сообщение, действовавшее на протяжении 500 лет, стало менее активным, хотя в городах Рамсгит и Тэмзпорт до сих пор существуют грузовые порты.
Кент иногда называют «Садом Англии» из-за многочисленных садов и плантаций хмеля. Специальные здания — хмелесушильни — довольно часто можно встретить в здешней сельской местности, хотя многие из них сейчас стали обычными домами. Ближе к Лондону довольно много огородов.

## Культура
В графстве Кент, городе Дартфорд, родились, выросли и создали всемирно известную рок-группу «The Rolling Stones» Мик Джаггер и Кит Ричардс.
Находящиеся в графстве аэропорты — аэропорт Лидд и международный аэропорт Кент (закрыт в 2014) — предоставляют множество чартерных рейсов, однако большая часть пассажиров Юго-восточного региона предпочитает пользоваться более крупными аэропортами — Хитроу и Гатвиком,
В графстве есть три ВУЗа: Кентерберийский университет Крайст-Черч (Canterbury Christ Church University) с кампусами по всему восточному Кенту, университет Кента с кампусами в Кентербери и Медуэе и Гринвичский университет со зданиями в Вулидже, Элтеме, Лондоне и Медуэе. И хотя в Великобритании преимущественно общеобразовательная школьная система, в Кенте и Медвее до сих пор работает отборочная система; на территории церемониального Кента расположено 38 из 164 грамматических школ (лицеев) Великобритании. Помимо того, в графстве 88 государственных, 90 частных и более 500 начальных школ.
В графстве Кент есть собственный диалект английского языка.

## Достопримечательности
- Замок Рочестер
- Замок Лидс

Кентербери
- Кентерберийский собор
- Аббатство Святого Августина
- Церковь Святого Мартина

Дувр
- The White Cliffs Experience

Тентерден
- Tenterden Steam Railway

Кент вдохновлял известных писателей и художников. К примеру, религиозная роль Кентербери послужила источником вдохновения для английского классика, поэта Джефри Чосера, когда он писал свои «Кентерберийские рассказы», породившие литературный английский язык. Отец Чарльза Диккенса работал в чатемских доках, и во многих книгах писателя встречаются пейзажи Чатема, Рочестера и клиффских болот. Художник-пейзажист Уильям Тёрнер провел часть своего детства в городе Маргейте, в восточном Кенте, и частенько возвращался туда в течение всей своей жизни. Побережье восточного Кента запечатлено во многих его работах.
В конце 1930-х нобелевский лауреат, писатель Уильям Голдинг работал учителем в мейдстоунской грамматической школе, где встретил свою будущую жену — Энн Брукфилд. В 1945 г. в Кенте родилась известная английская поэтесса Венди Коуп. Кроме того, весьма успешная студия «Ксеномания» (Xenomania), создавшая музыку для таких поп-проектов, как Girls Aloud, начала свою работу, обосновавшись в переоборудованном пасторском доме в Кенте.
Единственным профессиональным футбольным клубом Кента, играющем в лиге, является «Джиллингем» (Gillingham F.C.). Довольно популярен в графстве и крикет, поскольку фактически этот спорт зародился в Кенте; командой, представляющей Кент на крикетных первенствах, является «Кент каунти крикет клаб» (Kent County Cricket Club).